# Rudolf Lenhard

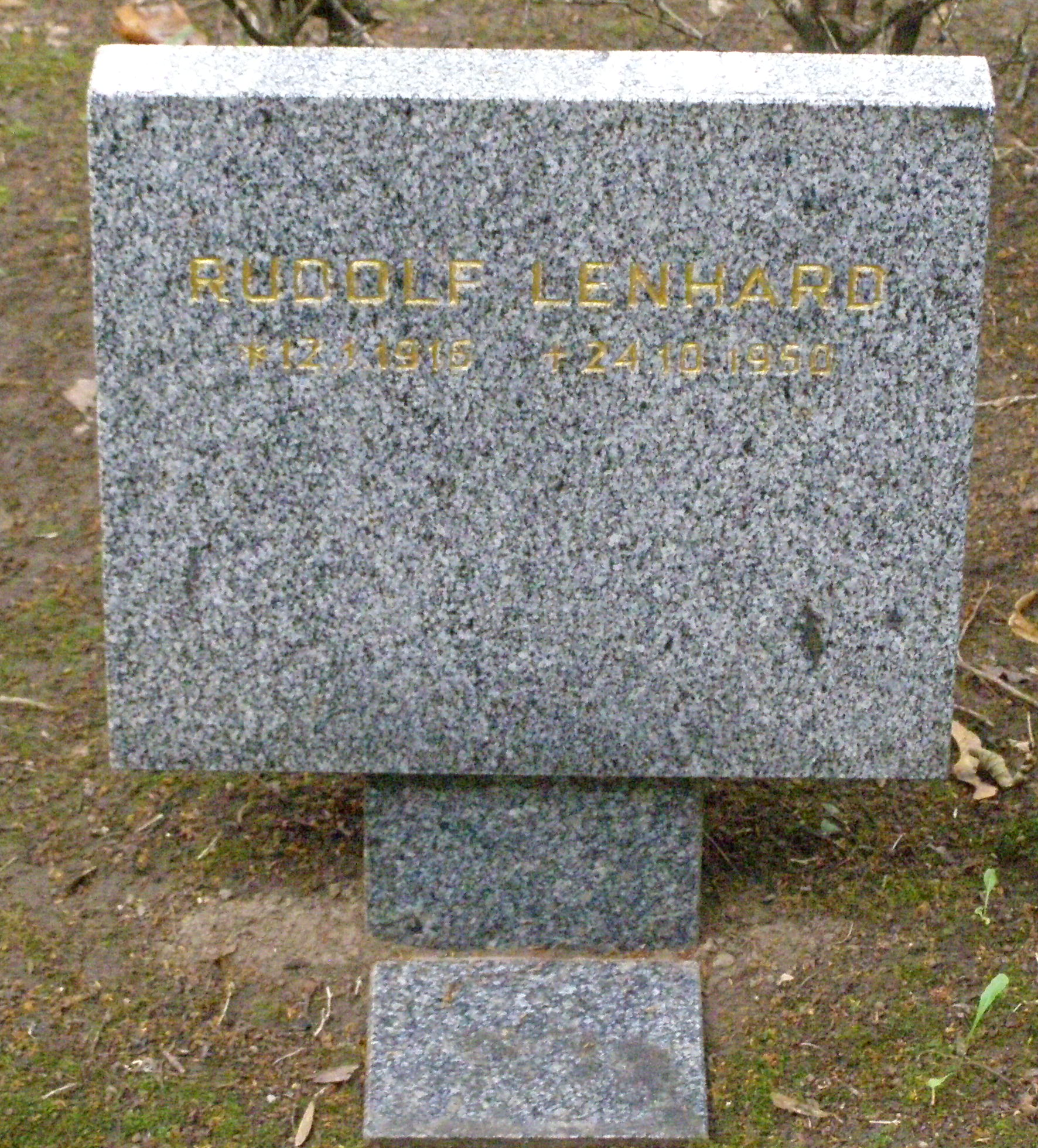
Symbolický hrob na Čestném pohřebišti popravených a umučených z padesátých let (III. odboj) na Ďáblickém hřbitově v Praze

Rudolf Lenhard (12. ledna 1918 Horní Lideč – 24. říjen 1950 Uherské Hradiště) byl český protinacistický a protikomunistický odbojář, popravený z politických důvodů v 50. letech. Byl jedním z velitelů protikomunistické odbojové skupiny Světlana.

## Život
Rudolf Lenhard se narodil 12. ledna 1918 v Horní Lidči. V roce 1944 se přidal k protinacistickému odboji, konkrétně k partyzánské brigádě Jana Žižky z Trocnova. Operoval především v okolí později nacisty vypálené obce Ploština. Po válce se stal funkcionářem Sdružení českých partyzánů, měl za úkol pomoci zaopatřit pozůstalé po masakru v obci Ploština a také pomáhat ji znovu vybudovat. V rodné obci rovněž vstoupil do KSČ. Později však ze svého přesvědčení vystřízlivěl a zapojil se do protikomunistického odboje v rámci nově vznikající organizace Světlana.
V říjnu 1948 jej vyhledal kurýr Antonín Jánošík, který byl vyslán z Německa. Ten měl instrukce k ilegálním činnostem. Lenhard také dostal krycí jméno Makytka. Rovněž vytvořil jednu z odnoží Světlany, která měla název Světlana - Makytka. Světlana organizovala přechody přes hranice, distribuovala a tiskla letáky, pomáhala rodinám zatčených. Avšak hned na začátku budování organizace se do ní infiltroval agent vsetínské STB, což mělo za následek sledování Světlany STB. Na začátku ledna 1949 si Lenhard uvědomil průnik do Světlany - Makytky, avšak neodhadl jeho velikost, proto pouze odešel do předem připravené ilegality. Na přelomu ledna a února 1949 došlo k pokusu o vytvoření centrálního štábu všech odnoží Světlany. Zde Lenhard dostal funkci náčelníka štábu s krycím jménem kapitán Javornický. 11. března 1949 zorganizovala STB velkou zatýkací akci, které Rudolf Lenhard unikl jen náhodou. Podařilo se však rozvrátit celou organizaci. Proto se rozhodl přejít hranice. Stal se však obětí provokace STB, kdy jej údajný agent, který mu měl pomoci přejít hranice, zavezl v připraveném voze do vazby STB v Uherském Hradišti. Na Rudolfa Lenharda a další obviněné podalo Krajské velitelství STB trestní oznámení na státní prokuraturu Brno 21. 9. 1949. Zde jej vyšetřoval například Alois Grebeníček.
Souzeno ve skupině Lenhard a spol. bylo souzeno 24 lidí. Soud probíhal 24.–27. 4. 1950 v tehdejším Gottwaldově. Souzena byla i Lenhardova snoubenka Marie Vajdová. Rudolf Lenhard nebyl po výsleších schopný chůze, proto ho museli spoluvězni do Velkého kina, kde soud probíhal přinést. Dva dny poté vynesl předseda soudu JUDR. Horňanský rozsudky. Antonín Jánošík, Rudolf Lenhard a František Mana byli shledání vinným z trestných činů vlastizrady a vyzvědačství. Odsouzení byli k trestu smrti, ostatní souzení dostali vysoké tresty odnětí svobody, například Lenhardova snoubenka Marie Vajdová byla odsouzena na 20 let odnětí svobody. Lenhard a Jánošík se odvolali k Nejvyššímu soudu, avšak neuspěli. Zamítnuta byla i žádost o milost. Rozsudek byl nad Lenhardem a Jánošíkem vykonán 24. října 1950 ve věznici v Uherském Hradišti, Lenhard musel být kvůli zdravotnímu stavu k šibenici přinesen na nosítkách. Po Lenhardově procesu došlo ještě k několika soudům se členy Světlany, při kterých padali rozsudky smrti. Případ Světlana rovněž využila STB ke zničení protikomunistického odboje na Moravě. V souhrnu byli odbojáři souzení ve skupině Lenhard a spol. odsouzeni k 363 letům vězení a pokutě téměř 600 000 tisíc.